# Michel Masset
 (septembre 2023).
Michel Masset, né le 9 octobre 1965, est un homme politique français.

## Biographie
En 2023, il est élu sénateur de Lot-et-Garonne.